# SVD Dragunov
SVD Dragunov (în rusă Снайперская Винтовка системы Драгунова, Snaiperskaia Vintovka sistemî Dragunova) este o pușcă semiautomată cu lunetă, utilizată în special de forțele armate și de poliția din Rusia. A fost dezvoltată în anii 1960 de către proiectantul sovietic Evgheni Dragunov și a fost introdusă în serviciu în 1963.
SVD are o țeavă lungă de 620 mm și un sistem de alimentare cu cartușe Mosin-Nagant de calibrul 7,62x54mm. Este echipată cu un sistem de ochire telescopic sau holografic, care poate fi ajustat pentru distanțe de la 100 la 1.300 metri.
SVD folosește o tehnologie numită „blocare a țevii rotative”, ceea ce înseamnă că țeava este blocată după ce trăgaciul este tras, ceea ce asigură o precizie mai mare. De asemenea, este echipată cu un amortizor de recul care reduce reculul armei.
SVD este încă utilizată de către forțele armate și poliția rusă.